# Буря в спальне
«Буря в спальне» (фр. Une tempête dans une chambre à coucher) — немой короткометражный фильм Фернана Зекки. Фильм утерян, сохранился лишь кадр, который Ж. Садуль описывает так:
«"Буря в спальне" показывает актёра Лизера, взобравшегося на разбитую шлюпку. Позади него комната с обоями в цветах и развешанными на стенах картинами, а через открытую дверь виднеются океан и горизонт»..
Согласно описанию сюжета фильма, он представлял собой обычный трюковый фильм в духе Мельеса на тему «дома с привидениями».